# Maxomys alticola
Maxomys alticola är en däggdjursart som först beskrevs av Thomas 1888.  Maxomys alticola ingår i släktet taggråttor, och familjen råttdjur. IUCN kategoriserar arten globalt som livskraftig. Inga underarter finns listade i Catalogue of Life.
Arten förekommer på norra Borneo. Habitatet utgörs av skogar i låglandet och i bergstrakter.